# Basídž
Basídž-e Mostazafín (persky بسيج مستضعفين‎, česky mobilizace utlačovaných) nebo celým názvem Nírú-je Muqáwamat-e Basídž (persky نیروی مقاومت بسیج‎, česky Mobilizace sil odporu) je polovojenská organizace založená Ajatolláhem Chomejním v době íránsko-irácké války. Organizace je pod přímým velením Islámské revolučních gard a je také pod kontrolou nejvyššího vůdce Íránu Sajjida Alího Chameneího.
Rekruti se skládají z chlapců do 18 let, z mužů středního věku nad 45 let a žen všech věkových kategorií. Velitelem této polovojenské organizace je brigádní generál Mohammad Rezá Naqdí.

## Historie
Po islámské revoluci v Íránu v roce 1979 se k moci dostal Ajatolláh Chomejní. V zemi zavládl chaos, kterého využil diktátor Saddám Husajn a dne 22. září 1980 na Írán zaútočil. Cílem této války byla snaha Iráku ovládnout bohatá ropná naleziště v íránské provincii Chúzistán. Zároveň by také došlo k hospodářskému a politickému zhroucení nového režimu, což se zamlouvalo hlavně Spojeným státům. Spojené státy v této válce viděly hlavně příležitost ke znovuovládnutí Íránu. Z počátku irácká mašinérie slavila úspěch, avšak válečné štěstí se začalo brzy obracet ve prospěch Íránu. Írán si uvědomoval, že má nedostatek zkušených vojáků a nemůže je ztrácet ve vyčerpávající válce. (Většina schopných vojáků původně sloužila předešlému režimu a po revoluci byli tito vojáci popraveni nebo uvězněni.) Z toho důvodu Ajatolláh Chomejní ve svém projevu 20. března 1982 nastínil vytvoření polovojenských oddílů tvořených malými chlapci ve věku od 12 let. Výsledkem této výzvy byly tisíce dobrovolníků, kteří byli odváděni přímo na frontu. V roce 1983 již Revoluční gardy vycvičily 2 400 000 dobrovolníků, z nichž 450 000 bylo posláno na frontu. Basídžové se zaměřili hlavně na likvidaci minových polí, kterými procházeli za zpěvu náboženských písní, které oslavovaly hrdinství a mučednickou smrt imáma Husajna v bitvě u města Karbalá.

## Vývoj po válce
Po skončení íránsko-irácké války se milice Basídž staly jedním z hlavních pilířů režimu, který se podílí na vnitřní bezpečnosti státu. Milice také působí v případě krize a živelních katastrof.